# イバン・クエジャル
イバン・クエジャル・サクリスタン（Iván Cuéllar Sacristán, 1984年5月27日 - ）は、スペイン・エストレマドゥーラ州メリダ出身のサッカー選手。スポルティング・デ・ヒホン所属。ポジションはGK。

## 経歴
エストレマドゥーラ州のメリダに生まれ、2002年にメリダUDからアトレティコ・マドリードのカンテラに入団した。2005年5月30日、ラ・リーガのヘタフェCF戦にて、トップチームデビューを果たした 。2007年8月7日、選手としての経験を積むため、2007-08シーズンはSDエイバルにレンタル移籍をした。
2008年6月26日、スポルティング・デ・ヒホンに4年契約で移籍した。2013年1月、それまでスポルティング・ヒホンの正GKだったフアン・パブロがクラブを退団すると、クエジャルはレギュラーに定着し、2014-15シーズンにはセグンダ・ディビシオンにおけるサモラ賞を受賞する活躍を見せ、クラブのラ・リーガ復帰に貢献した。
2017年7月21日、9シーズンを過ごしたスポルティング・ヒホンを退団し、フリーでCDレガネスに加入した。レガネスでは在籍4シーズンで公式戦130試合以上に出場した。
2021年8月29日、古巣であるスポルティング・デ・ヒホンに2年契約で復帰した。